# Microthelphusa racenisi
Espèce
Synonymes
- Pseudothelphusa racenisi Rodríguez, 1966

Statut de conservation UICN

 DD  : Données insuffisantes
Microthelphusa racenisi est une espèce de crabes d'eau douce de la famille des Pseudothelphusidae.
En raison de l'unicité du spécimen récolté, très peu de choses sont connues sur cette espèce, notamment ses mœurs, sa distribution, ou l'éventuelle menace qui pèse sur elle, raison pour laquelle l'Union internationale pour la conservation de la nature l'a listée en « Données insuffisantes » (Data Deficient). 

## Distribution
Cette espèce est endémique du Venezuela. Elle n'est connue que dans une seule localité du parc national Henri Pittier où elle a été trouvée à 2 000 mètres d'altitude.

## Systématique et taxinomie
Cette espèce a été décrite sous le protonyme Pseudothelphusa racenisi